# Hexatoma (Eriocera) biflava
Hexatoma (Eriocera) biflava is een tweevleugelige uit de familie steltmuggen (Limoniidae). De soort komt voor in het Oriëntaals gebied.